# Opel Commodore
Opel Commodore («Опель Коммодор») — західнонімецькі автомобілі середнього класу з шістьма циліндрами, що випускалися підрозділом Opel корпорації GM протягом трьох поколінь з початку 1967 року до літа 1982 року. Це були люксові модифікації Opel Rekord.

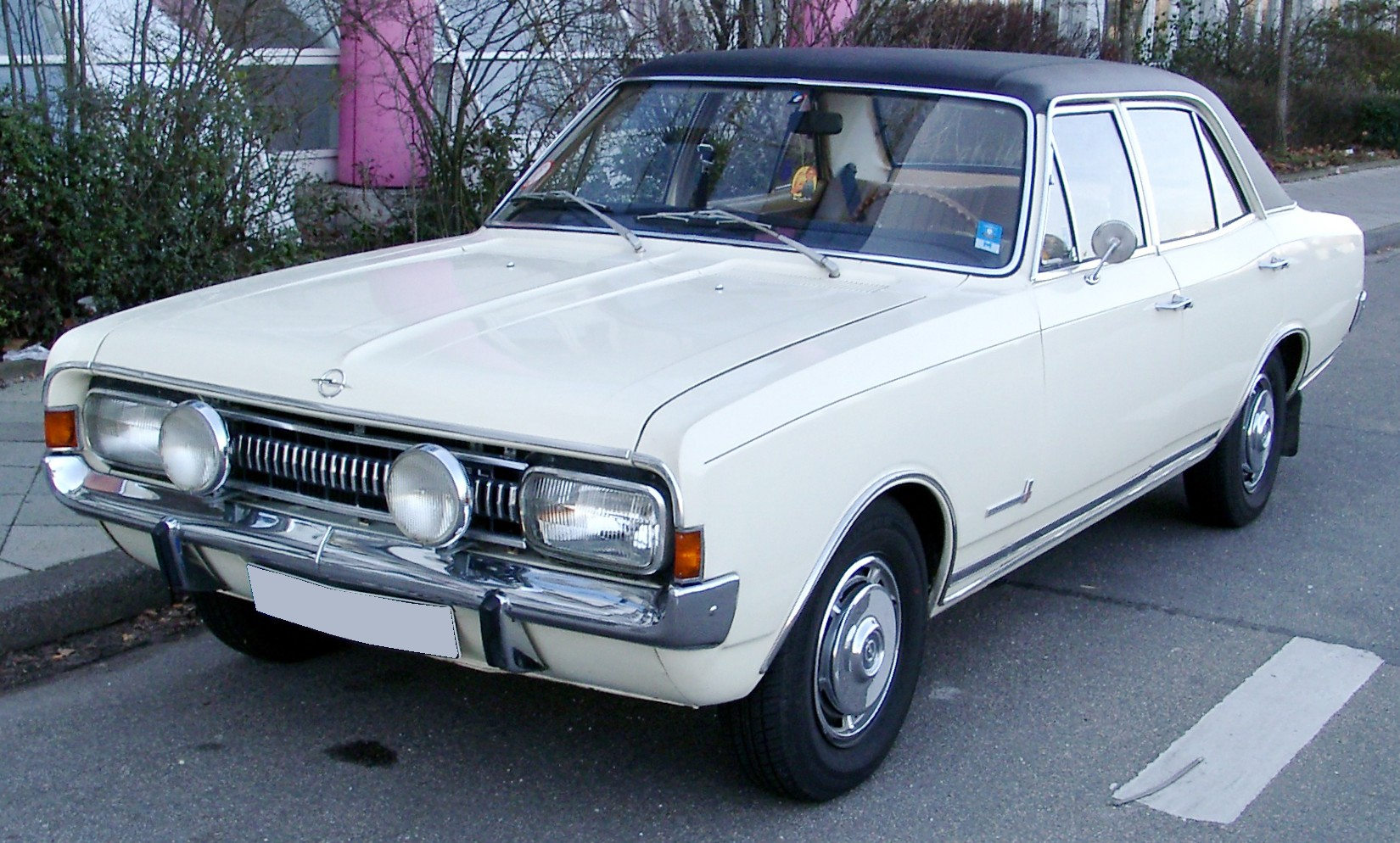
Opel Commodore A (1967-1971)
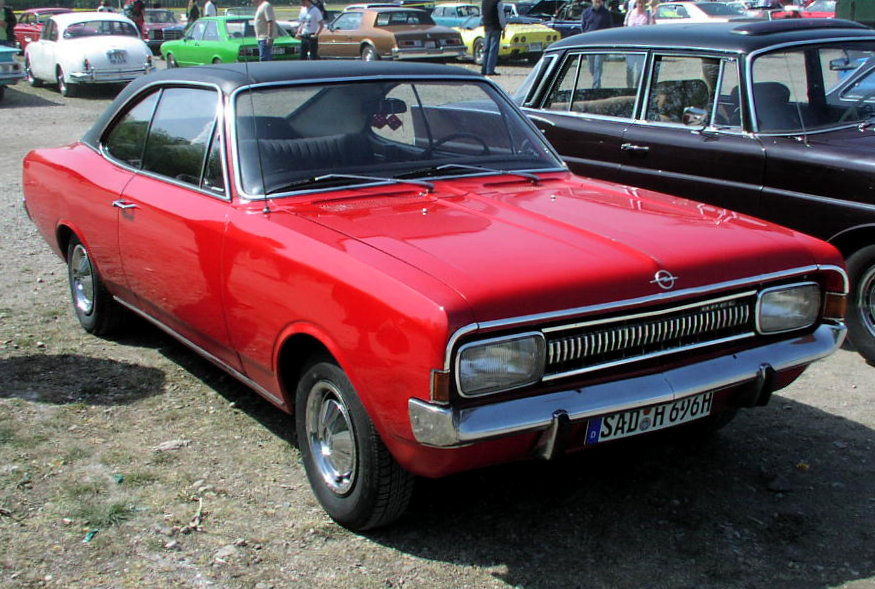
Opel Commodore A Coupé (1967-1971)
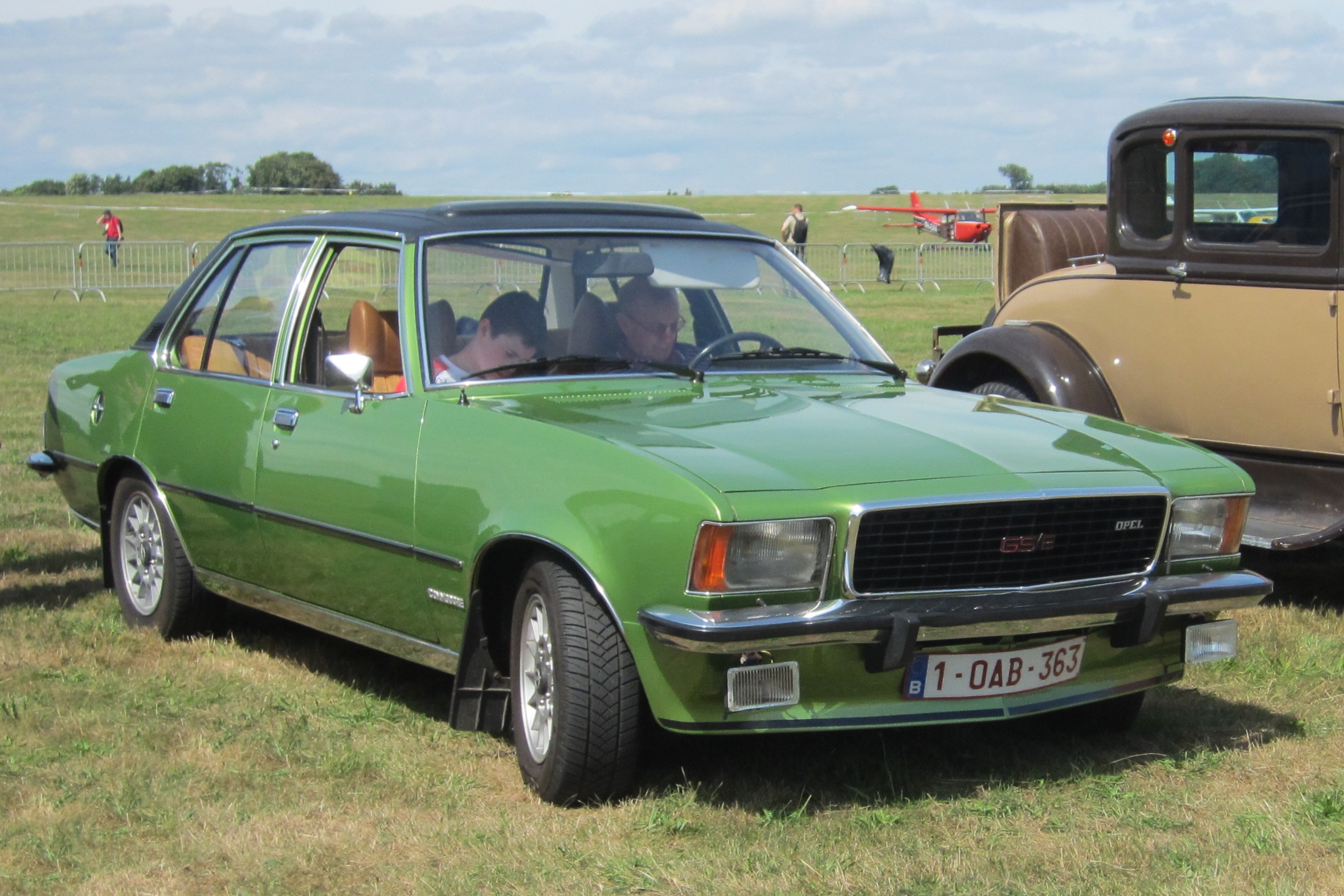
Opel Commodore B (1971-1977)
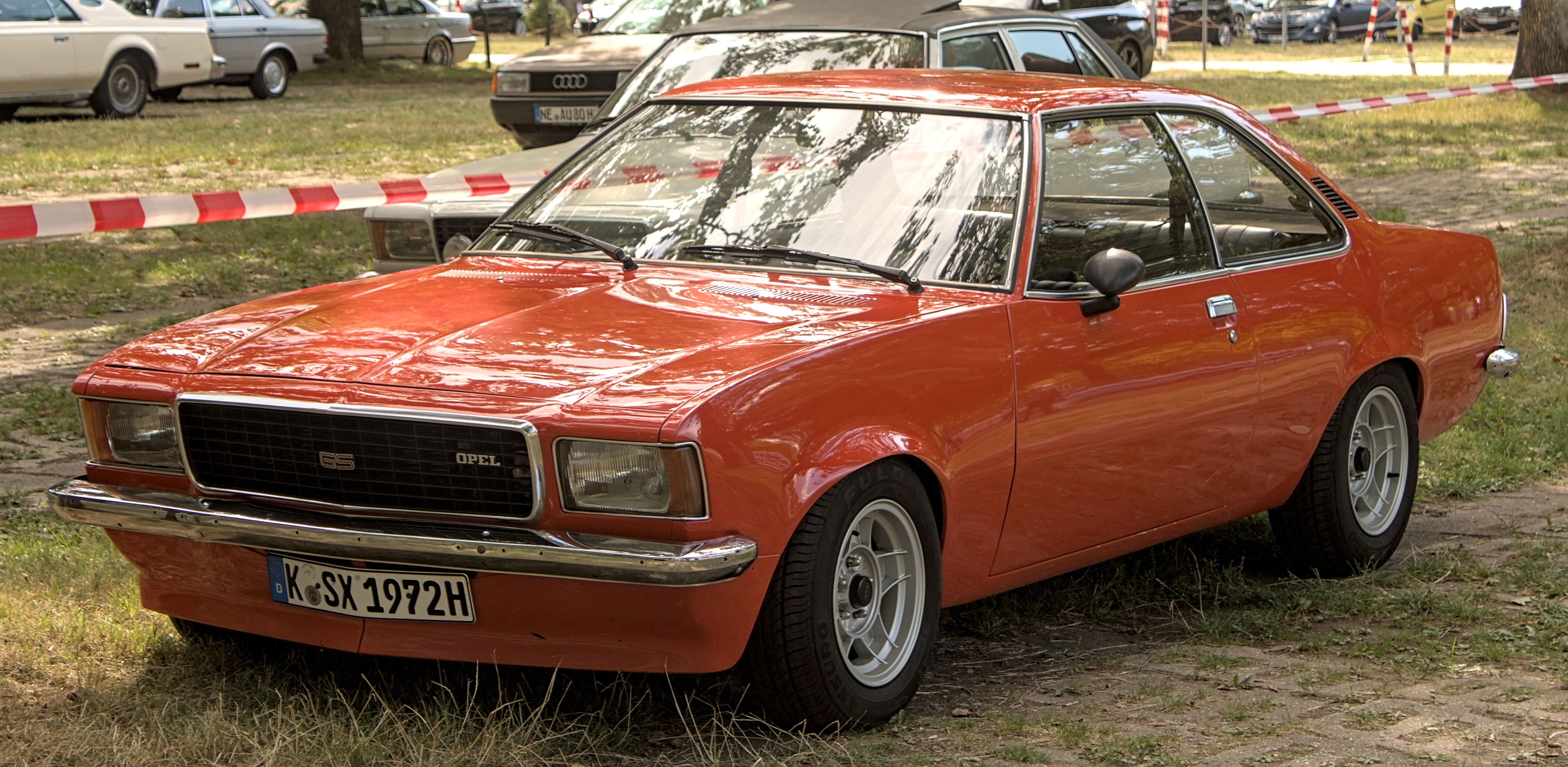
Opel Commodore B Coupé (1971-1977)

## Opel Commodore C (1978-1982)

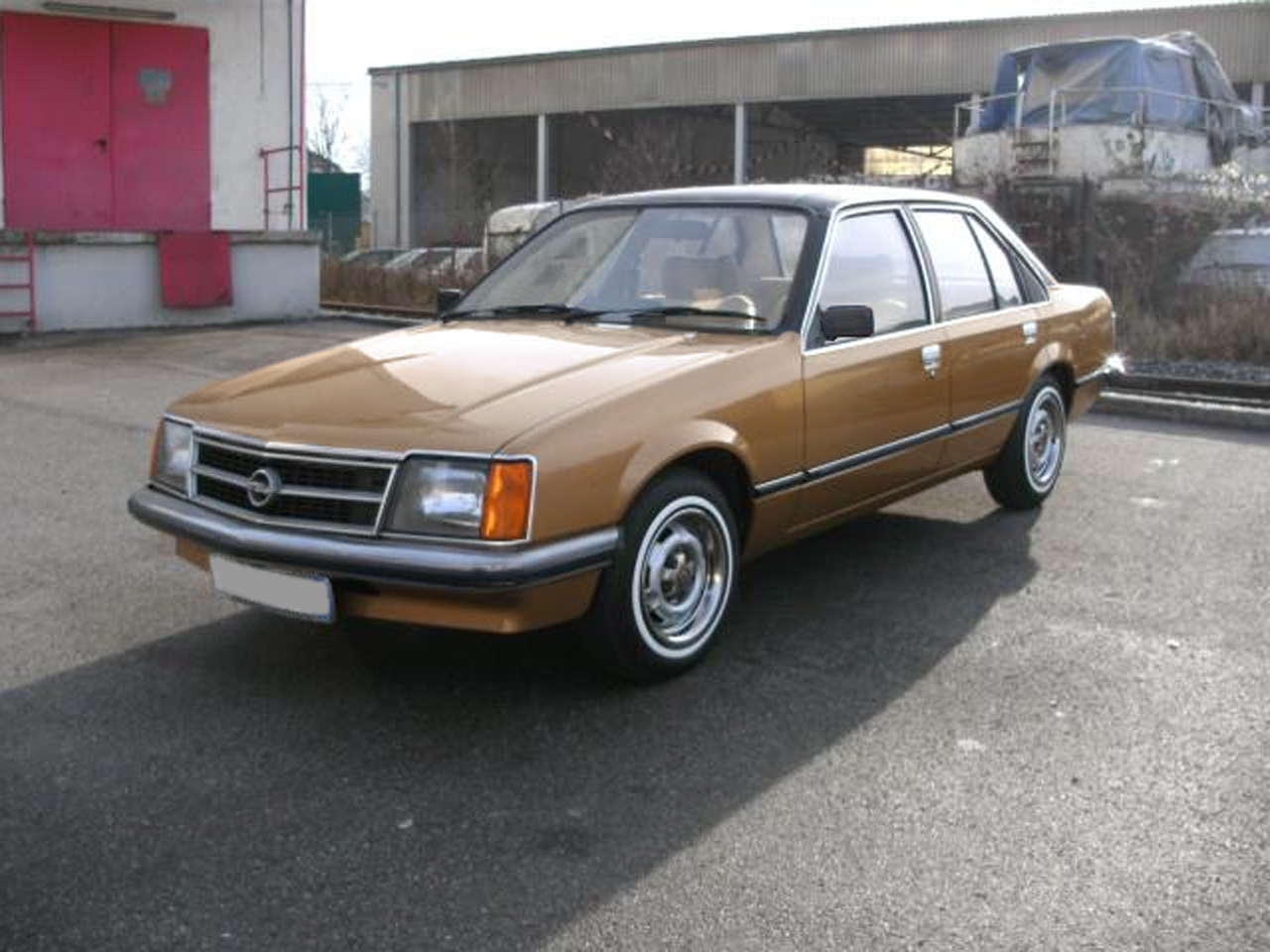
Opel Commodore C (1978-1982)

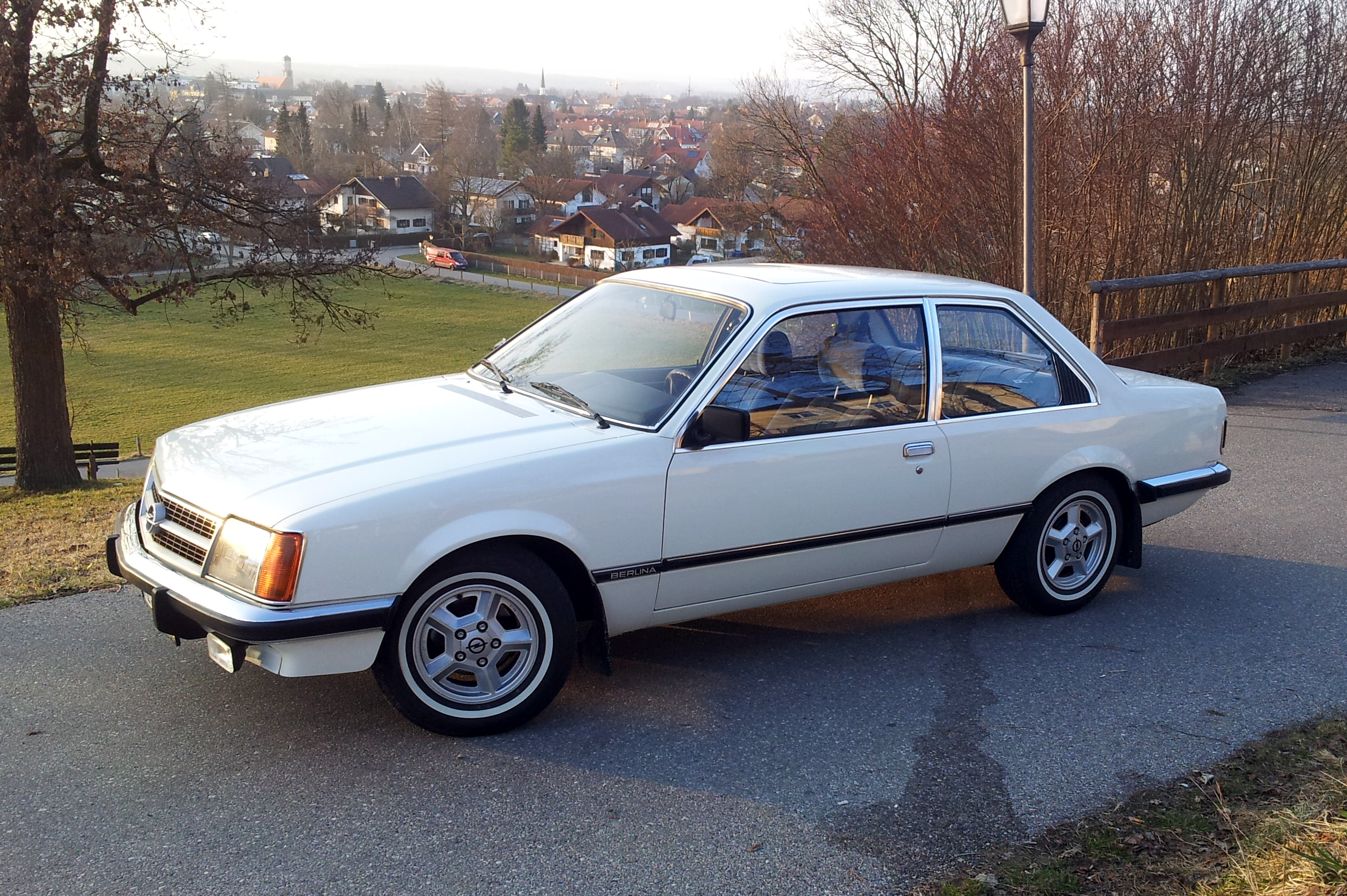
Opel Commodore C 2-дверний седан

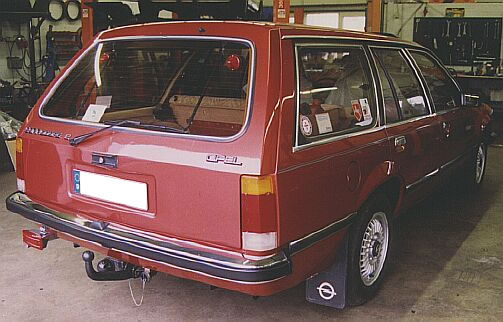
Opel Commodore C Voyage (1981-1982)

У березні 1978 року з'явився модернізований Опель Комодор С (Commodore - Командувач), що базувався на основі Опель Рекорд Е.
У цій версії Комодор, в ряді кузовів, з'явився універсал - Opel Commodore Voyage (Опель Комодор Вояж). Цей універсал відрізнявся тим, що мав передню частину точно таку ж як у моделі Сенатор, але задня частина була абсолютно новою. Таких моделей було випущено всього 3439 шт. і коштували вони більше 20 тис. марок (приблизно 20.085DM), звичайних седанів моделей Berlina і De Lux за роки виробництва було випущено 9457 шт. (з них 1134 модифікації Berlina і 8323 De Lux). Пропонувався тільки один 2.5 літровий шестициліндровий мотор, потужністю 115 к.с. при 5200 об/хв, Об'ємом 2490 см³. Максимальна швидкість з таким мотором - близько 175 км/год. Опель Комодор третього покоління випускався з березня 1978 року по серпень 1981 року після чого було прийнято рішення про згортання випуску автомобілів цієї марки. Однак, ще рік випускалися окремі партії на базі кузовів, на які встановлювали не тільки карбюраторний, але і інжекторний моновприсковий мотор (130 к.с. при 5600 об/хв). Такі седани оснащувалися широким заднім спойлером, литими дисками і навіть автоматичною коробкою передач. У 1982 році зійшов з конвеєра останній Комодор, далі його повністю витіснили моделі Сенатор і Рекорд. У версії Berlina, в серійне оснащення входили гідропідсилювач керма, протитуманки і спеціальні молдинги по колу. Габарити 4705 х 1722 × 1410 мм (седан) і 4562 х 1722 × 1470 мм (караван).

### Двигуни
- 2.5 L I6 115/130 к.с.
- 3.0 L I6 180 к.с. (ZA)
- 3.8 L Chevrolet 230 I6 140 к.с. (ZA)
- 4.1 L Chevrolet 250 I6 (ZA)